# 鈴木辰三郎

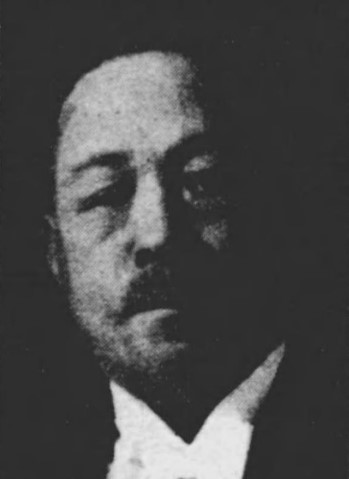
鈴木辰三郎

鈴木 辰三郎（すずき たつさぶろう、1877年（明治10年）10月1日 - 1952年（昭和27年）1月6日）は、明治から昭和時代前期の政治家、実業家。衆議院議員（2期）。福島県平市長。

## 経歴
のちの福島県磐前郡夏井村（石城郡夏井村、平市を経て現いわき市）に生まれる。夏井村会議員、石城郡会議員、同参事会員を経て福島県会議員に当選。ついで同参事会員となったほか、磐城実業銀行、磐城建物各専務取締役、磐城国産工業、磐城片倉製糸各取締役、磐城海岸軌道、磐城林業各重役を歴任した。
1932年（昭和7年）2月の第18回衆議院議員総選挙では福島県第3区から立憲政友会所属で出馬し当選。つづく第19回衆議院議員総選挙でも当選し、衆議院議員を通算2期務めた。戦後1947年（昭和22年）に公選初代の平市長に当選するも再選を前に病床に倒れ、落選間もなく病死した。息子・喜政も福島県議・内郷市長を務めた。